# Chaumont Volley-Ball 52 Haute-Marne 2021-2022
Questa voce raccoglie le informazioni riguardanti lo Chaumont Volley-Ball 52 Haute-Marne nelle competizioni ufficiali della stagione 2021-2022.

## Organigramma societario
Area direttiva
- Presidente: Bruno Soirfeck
- Team manager: Jiří Cerha

Area tecnica
- Allenatore: Silvano Prandi
- Allenatore in seconda: Antonello Andriani, Stefano Mascia

Area comunicazione
- Addetto stampa: Benjamin Bobée

## Rosa
| N° | Nome               | Ruolo | Data di nascita  | Nazionalità sportiva |
| -- | ------------------ | ----- | ---------------- | -------------------- |
| 1  | José Gutiérrez     | S     | 27 ottobre 2001  | Cuba                 |
| 2  | Osniel Melgarejo   | S     | 18 dicembre 1997 | Cuba                 |
| 4  | Moussé Gueye       | C     | 11 novembre 1996 | Francia              |
| 5  | Maxime Laumon      | S     | 17 marzo 2000    | Francia              |
| 6  | Raphaël Corre      | P     | 21 novembre 1989 | Francia              |
| 7  | Pierre Bouleau     | L     | 6 agosto 1998    | Francia              |
| 8  | Fabian Plak        | C     | 23 luglio 1997   | Paesi Bassi          |
| 9  | Karil Dadash       | O     | 3 marzo 2001     | Iran                 |
| 10 | Adrian Aciobăniței | S     | 24 agosto 1997   | Romania              |
| 12 | Jesús Herrera      | O     | 4 aprile 1995    | Cuba                 |
| 14 | Cédric da Silva    | P     | 8 agosto 1996    | Francia              |
| 15 | Maxime Roatta      | O     | 27 gennaio 1999  | Francia              |
| 17 | Roamy Alonso       | C     | 24 luglio 1997   | Cuba                 |
| 19 | Franco Massimino   | L     | 23 maggio 1988   | Argentina            |